# Dersingham
Dersingham is een civil parish in het bestuurlijke gebied King's Lynn en West Norfolk, in het Engelse graafschap Norfolk met 4640 inwoners.

## Geboren
- Roger Taylor (1949), drummer van Queen